# Погребещенко Ігор Петрович
І́гор Петро́вич Погребе́щенко — старший солдат Збройних сил України, учасник російсько-української війни.

## Нагороди
За особисту мужність і героїзм, виявлені у захисті державного суверенітету та територіальної цілісності України, вірність військовій присязі, відзначений — нагороджений
- 27 червня 2015 року — орденом «За мужність» III ступеня,
- недержавною нагородою — знаком народної пошани Ордена «Єдність та воля» (серпень 2015)